# Gibbera andromedae
Gibbera andromedae är en svampart som först beskrevs av Rehm, och fick sitt nu gällande namn av E. Müll. & Arx 1950. Gibbera andromedae ingår i släktet Gibbera och familjen Venturiaceae.   Inga underarter finns listade i Catalogue of Life.
I den svenska databasen Dyntaxa används istället namnet Epipolaeum andromedae för samma taxon.  Arten är reproducerande i Sverige.